# Nesogenes tenuis
Nesogenes tenuis är en snyltrotsväxtart som först beskrevs av George Bentham, och fick sitt nu gällande namn av W. Marais. Nesogenes tenuis ingår i släktet Nesogenes och familjen snyltrotsväxter. Inga underarter finns listade i Catalogue of Life.